# 4-heptanamina
La 4-heptanamina es una amina primaria con fórmula molecular C7H17N.
- Datos: Q5652287